# Pobles antics d'Itàlia
Els pobles antics d'Itàlia, anomenats genèricament itàlics, són els diferents pobles, tribus i ètnies que habitaren en la prehistòria la península Itàlica. Aquests pobles eren sobretot d'origen indoeuropeu, i van arribar a Itàlia al segle XIII ae, en el context de la cultura dels camps d'urnes, tot i que també n'hi havia d'origen no indoeuropeu, habitants nadius anteriors a aquestes invasions.

## Orígens
La Itàlia antiga fou habitada per poblacions diferenciades tant per la llengua i usos i costums com per les estructures socioeconòmiques i l'expressió religiosa i artística. Aquesta diferenciació no va sofrir cap canvi fins a aproximadament el segle I ae, quan, després de la unificació política per part de Roma, comença el procés de romanització que dugué a la uniformitat lingüística i cultural de la península.
El nom Itàlia designava, als segles IX-V ae, segons l'historiador grec Antíoc de Siracusa, la part meridional de l'actual Reggio de Calàbria -l'antic Bruzio (actuals províncies de Regi i part de les de Vibo Valentia i Catanzaro), habitada pels ítals. Dos escriptors grecs un poc més recents, Hel·lànic de Mitilene i Timeu de Locres, relacionen el mateix nom amb la paraula indígena vitulus ('vedell'), el significat de la qual expliquen per ser Itàlia una regió rica en bestiar boví. Al segle I ae, el toro, símbol dels pobles revoltats contra Roma, és representat en la monedes emeses pels insurrectes abatent una lloba, símbol de Roma: la llegenda viteliú ('dels ítals') confirma que vinculaven el nom d'Itàlia amb el vedell. D'altra banda, també és possible que els ítals prenguessen el nom d'un animal tòtem, el vedell, que, en una primavera sagrada, els havia guiat fins als llocs on s'assentarien definitivament.
Amb el temps, el nom s'estengué per tota la Itàlia meridional per abastar després tota la península. Al segle II ae, l'historiògraf grec Polibi anomena Itàlia el territori comprés entre l'estret de Messina i els Apenins septentrionals, tot i que el seu contemporani Cató Censorí estén el concepte territorial d'Itàlia fins a l'arc alpí. Sicília, Sardenya i Còrsega no formaran part d'Itàlia fins al segle iii, com a conseqüència de les reformes administratives de Dioclecià, malgrat que els seus estrets llaços culturals amb la península permeten considerar-les com a part integrant.

## Migracions indoeuropees
Itàlia estava densament habitada, si més no des del Neolític. La difusió de les tecnologies metal·lúrgiques degué donar-se per les migracions de noves poblacions, que s'organitzaren patriarcalment i haurien parlat llengües indoeuropees. Modernament es distingeixen quatre onades de migracions des dels Alps septentrionals:
1. Una primera onada migratòria, probablement indoeuropea, ocorregué cap al III mil·lenni ae. Són característiques d'aquest període les esteles o estatuària de tipus menhir, que solien tenir gravats signes solars, aparentment signes distintius indoeuropeus.
2. Una segona onada entre el final del III mil·lenni i la primeria del II mil·lenni ae difongué poblacions associades a la cultura del vas campaniforme i del bronze a la plana Padana, a Etrúria i a les zones costaneres de Sardenya i Sicília.
3. Cap a la meitat del II mil·lenni ae, una tercera onada, la cultura de les terramarnes i potser pobles latinofaliscs que difonen l'ús del ferro i la incineració dels morts.
4. Cap al final del II mil·lenni i la primera meitat del I mil·lenni ae, es dona la quarta onada associada a la cultura dels camps d'urnes i els pobles oscoúmbrics (probablement també als latinofaliscs), leponcis i vènets.

### Panorama ètnic al començament de la història
Els pobles itàlics com a tals, incloent-hi tots els que apareixen a Itàlia al començament de la història, representen el producte de les condicions actuants dins del primer mil·lenni ae al territori peninsular. La identificació ètnica i el desenvolupament històric constitueixen dues facetes d'un mateix fenomen, pel qual les arrels en el passat formen un element més que, en determinats moments pot exercir un paper important.
Així, el passat llegendari representa un nou paper precisament quan la configuració recent dels grups ètnics es va fent més sòlida.

## Període protohistòric

Les colònies gregues antigues i els seus dialectes a la Magna Graecia.
Grec del NO
Acadi
Dòric
Jònic

En època històrica, alguns pobles viuen ja en assentaments estables des de dates més o menys remotes, mentre que altres continuen en estat nòmada. Són gent que parlen llengües diferents, en part pertanyents a la família de les llengües indoeuropees, com els latinofaliscs, els oscoumbres o umbresabelis, els vènets, els sículs, els grecs i els celtes. Mentre que els etruscs, rètics, picentins septentrionals, sicans, elimis i sards pertanyen a grups lingüístics de diferent origen, no sempre identificable, però probablement no indoeuropeu.
Segons la tradició antiga, els brucis i els lucans, d'estirp sabèlica, s'haurien imposat, a partir del segle VI ae, a les poblacions autòctones de Calàbria i Basilicata actuals, conegudes amb el nom d'ítals, morgetes, enotris, conis i ausonis. També els sículs s'haurien traslladat cap a la part oriental de Sicília empenyent cap a l'oest els sicans i elimis. Remuntant la península al llarg de la cadena dels Apenins, es troben molts pobles d'estirp sabèlica: els alfaterns a prop de Nocera Inferiore, els campans a la rodalia de Càpua, els sidiquins de Teano, els frentans al nord de Gargano i els samnites -els sabelis per excel·lència-, subdividits al seu torn en quatre tribus: hirpins, caudins, pentris i carecins, que van habitar la Campània oriental i el Baix Molise. Segons les fonts antigues, els sabelis ocuparen el territori dels ausonis i dels oscs. Mentre que el nom dels ausonis desapareix, la denominació "oscs" es manté per designar, en èpoques més recents, les poblacions d'estirp sabèlica, la llengua de la qual va rebre el nom d'osca. Amb aquests estirps es relacionen els pobles que parlaven dialectes de tipus osc, que vivien als Abruços septentrionals i al Laci oriental i meridional, com els sabins, els marsis, els pelignes, els marruquins, els vestins i els picentins, al llarg de la costa adriàtica. Al Laci meridional i als Abruços occidentals s'establiren els eques, els hèrnics i els volscs. El seu tipus lingüístic s'acosta més a l'umbre, variant innovadora de l'osc, que a l'autèntic osc. Els umbres van habitar la part de l'actual Úmbria al llarg de la riba esquerra del Tíber, des d'on arribaren a la costa adriàtica fins a l'alçada de Ravenna probablement al segle VI ae, procedents de l'àrea osca.
En el quadre ètnic de la Itàlia meridional es troben també els pobles de la Pulla com els iapigis. Polibi i el geògraf grec Estrabó anomenen iapigis tota la gent de la Pulla, que, en realitat es dividia en diferents grups: els daunis al Gargano i més al sud els peuquetis, els messapis i els calabresos. Els messapis arriben a Itàlia en època remotíssima, procedents de la península Balcànica, com ho testimonia la presència de iapigis a la Dalmàcia septentrional. Els llatins s'establiren en època molt antiga entre el curs baix del Tíber i el massís Albà. Establiren contacte amb gent d'idioma osc i especialment amb els sabins, que, introduint-se a poc a poc al seu territori, destruïren l'originària unitat ètnica. Un nucli de població emparentat amb els llatins foren els faliscs, al Laci oriental, proper a la Civita Castellana.
El territori comprés entre la riba del Tíber i l'Arno pertanyia als etruscs, els tirrens de les fonts gregues, que es distingien dels pobles limítrofs per la seua llengua no indoeuropea i per les seues formes culturals totalment originals.
Els lígurs vivien originàriament al territori comprés entre els Alps Apuans i el Roine, però amb el temps es van restringir a la Ligúria i al Piemont actuals. Estaven subdividits en tribus, entre les quals destacaren per la ferocitat guerrera els apuans, els taurins, els salasses i els leponcis. Alguns elements celtes procedents de l'Europa central s'infiltraren en època prehistòrica al territori dels lígurs, la qual cosa podria justificar el fet que els autors antics considerassen a vegades celtes i altres lígurs els salasses.
Els leponcis històrics de la Llombardia septentrional i del Cantó de Ticino eren gent d'origen celta. És difícil d'assenyalar la frontera entre el seu territori i el dels rètics, poble muntanyenc que ocupà el Trentino-Alt Adigio actual, i s'estenia fins a àrees transalpines. Al sud i a l'est dels rètics es troba un grup ètnic ja definit als segles IX-VIII ae, els vènets, que habitava també part de la Carniola i la Caríntia actuals.
Sardenya i Còrsega sempre van gravitar a l'entorn de la península Ibèrica i l'Àfrica septentrional, però també mantenien contactes estrets amb Itàlia. Eren habitades pels sards i corsos, que, segons Diodor, descendien d'antigues poblacions iberes.
Cap a mitjan II mil·lenni ae, uns grups procedents de la Grècia micènica arribaren a Sicília i Pulla i, més tard, al golf de Nàpols i Etrúria. Al segle X ae, també els fenicis van freqüentar Sicília i Sardenya. Les primeres colònies gregues, Ischia i Cumes al golf de Nàpols, Naxos i Siracusa a Sicília, es remunten al segle VIII ae.
Al segle VI ae comença la infiltració celta a Llombardia i Emília, tot i que el seu assentament definitiu no es produeix fins a mitjan segle v aC. Subdividits en tribus, ocuparen Llombardia i Emília fins a les Marques. Considerant el paper exercit pels pobles itàlics en la història de la península, sorprén l'escàs interés mostrat pels escriptors antics a comparar-los-hi.

## Llengües de l'antiga Itàlia

Llengües de la Itàlia preromana: C1, Gal; C2, Lepòntic; I1, Picènic meridional; I2, Umbre; I3-I8, Oscsabeli; I9, Sícul; N1, Rètic; N2, Etrusc; N3, Picènic de Novilara; N4, Lígur; N5, Nurag(?); N6-N7, Sicanoelimi; G1-G3, Llengües gregues; P1, Fenici

Les llengües testimoniades de l'antiga Itàlia pertanyen sobretot a la família indoeuropea, tot i que també hi ha llengües clarament no indoeuropees com l'etrusc. I també hi ha pobles dels quals manca prou evidència per classificar-ne les llengües. La classificació de les llengües antigues d'Itàlia és important per a determinar l'origen dels pobles de l'antiga Itàlia o com a mínim la procedència d'alguns habitants. Les llengües testimoniades s'engloben en aquests grups:
- Llengües indoeuropees d'Itàlia (autòctones)
  - Llengües itàliques, situades al centre i sud d'Itàlia sobretot.
    - Llengües oscoumbres
    - Llengües latinofalisques

  - Llengües cèltiques, situades al nord d'Itàlia.
    - Llengües cèltiques continentals

  - Llengües paleobalcàniques, que inclouria un grup heterogeni de llengües entre les quals hi ha el venètic (potser relacionat amb les llengües eslaves) i el messapi (emparentat amb les llengües il·líries).
  - Sícul antic
- Llengües no indoeuropees d'Itàlia (autòctones)
  - Llengües tirrenes, que englobarien:
    - Etrusc
    - Rètic

  - Llengües no indoeuropees d'Itàlia
    - Picènic septentrional, conegut per la inscripció de Novilara

  - Llengües no indoeuropees de Sicília:
    - Sicà
    - Elimi
- Llengües al·lòctones d'Itàlia:
  - Antics dialectes grecs, implantats per la colonització grega.
  - Púnic de Sicília, Sardenya i Còrsega, implantat per la colonització fenícia.

Altres llengües, com el lígur, conegut sols per topònims, és difícil de classificar, tot i que s'ha suggerit que podria ser cèltic. D'altres llengües com les preromanes de Sardenya, associades als nurags, no tenim testimoniatges.